# جنگ‌های سرداران اسکندر
جنگ‌های سرداران اسکندر که به نام‌های جنگ‌های دیادوخوی (یونانی باستان: Πόλεμοι τῶν Διαδὀχων) و جنگ‌های جانشینان اسکندر نیز شناخته می‌شوند، مجموعه‌ای از درگیری‌ها میان سرداران (دیادوخوی‌های) اسکندر مقدونی بودند. آن‌ها پس از مرگ اسکندر بر سر حکومت بر امپراتوری او اختلاف داشتند. این جنگ‌ها میان سال‌های ۳۲۲ و ۲۸۱ پیش از میلاد رخ دادند.

## پیامدها

### یونانی‌سازی

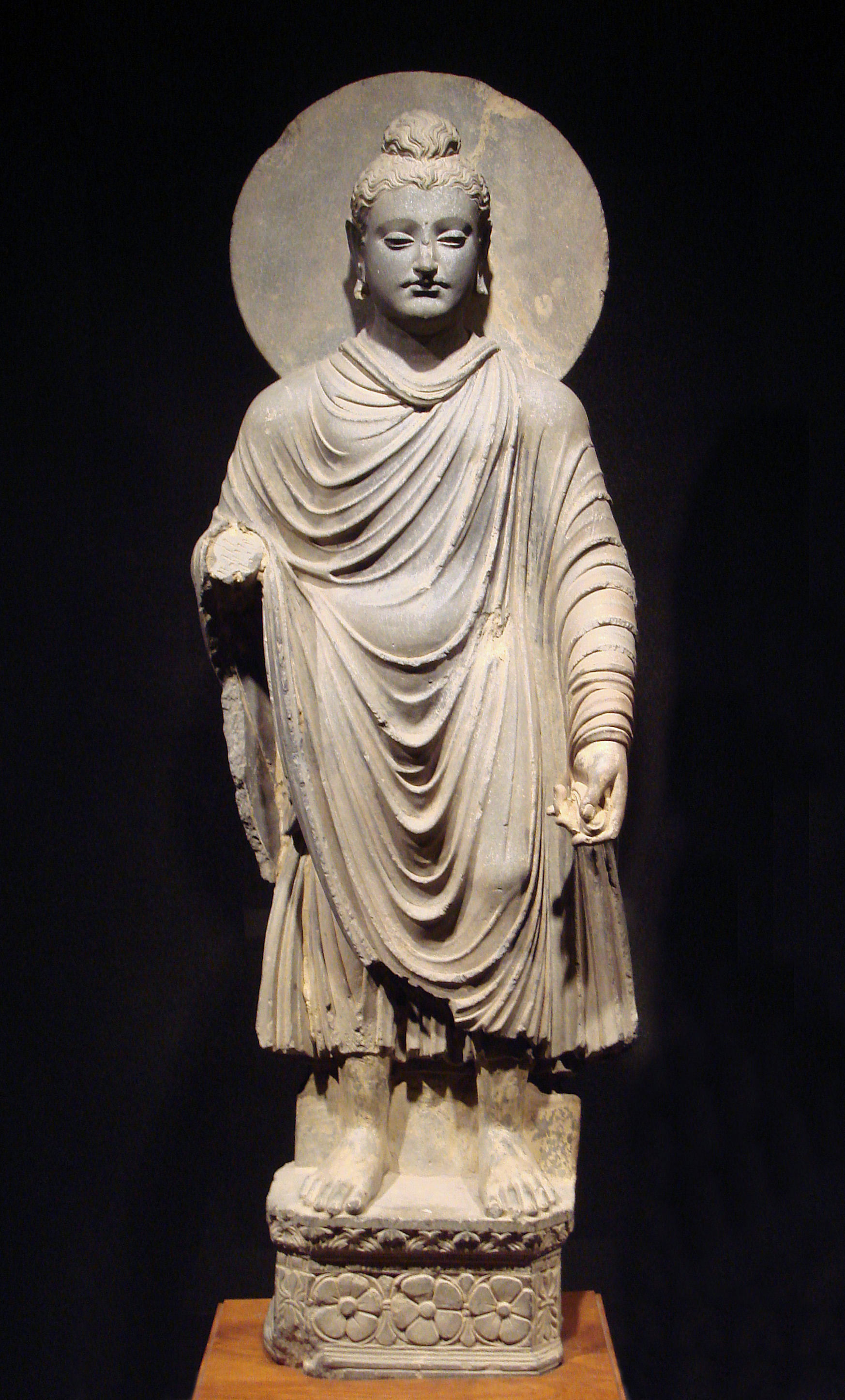
مجسمهٔ بودا در ریخت یونانی-بودایی، متعلق به قرن اول یا دوم میلادی، گنداره

اصطلاح «یونانی‌سازی» را ابتدا یوهان گوستاف درویزن برای دلالت بر گسترش زبان، فرهنگ، و جماعت یونانی در قلمرو پیشین شاهنشاهی هخامنشی پس از تسخیر آن به توسط اسکندر به کار برد. در وقوع این صدور فرهنگی جای هیچ شکی باقی نیست و در شهرهای بزرگ هلنیستی، چون اسکندریه، انطاکیه، و سلوکیه، به‌خوبی مشهود است. اسکندر در پی آن بود که رگه‌هایی از فرهنگ یونانی را به آنِ ایرانی وارد کند و کوشید فرهنگ یونانی و ایرانی را به هم بیامیزد. او آرزو داشت تا جماعت آسیا و اروپا را همگون کند. اما جانشینانش چنین سیاست‌هایی را صراحتاً رد کردند. با این وجود، در سرتاسر منطقه یونانی‌سازی به وقوع پیوست و هم‌زمان روند مخالف و مجزای «شرقی‌سازی» در دول جانشینان صورت گرفت.
هستهٔ فرهنگ هلنیستی اساساً آتنی بود. سپاهیان اسکندر از گوشه و کنار یونان به دور هم جمع شده بودند. معاشرت و مصاحبت آنان با یکدیگر منجر به پیدایش لهجهٔ جدید «کوینه» یا «یونانی عامی» شد که عمدتاً مبتنی بر گویش آتیک بود. کوینه در سرتاسر جهان هلنیستی اشاعه یافت و به عنوان زبان میانجی در آن سرزمین‌ها به کار گرفته شد و در نهایت نیای زبان یونانی جدید گشت. افزون بر این، طراحی شهری، آموزش، حکومت‌داری محلی، و جریان هنری در عصر هلنیستی همگی در آرمان‌های یونان کلاسیک ریشه داشتند و به‌تدریج به اشکال کاملاً جدیدی فرگشت یافته، در زمرهٔ «هلنیستی» جای گرفتند. حتی وجهه‌های از فرهنگ هلنیستی در سنن و رسوم امپراتوری بیزانس در اواسط قرن پانزدهم میلادی مشهود است.
برخی از عجیب‌ترین آثار یونانی‌سازی در هند، در موطن پادشاهی‌های نسبتاً دیر ظهور هندی-یونانی، قابل مشاهده است. در آن سرزمین‌های دور از اروپا، ظاهراً فرهنگ یونانی با آنِ هندی، به‌ویژه بودایی، در هم آمیخته‌است. اولین تصویرپردازی واقعی از بودا در این زمان به تقلید از مجسمه‌های یونانی آپولون شکل گرفت. برخی از رسوم بودایی احتمالاً تحت تأثیر دین یونان باستان قرار گرفته‌است: مفهوم بوداسف یادآور قهرمانان الوهی یونان است و برخی از مناسک عبادی مهایانه (سوزاندن عود، اهدای گل، گذاشتن غذا بر مذبح) مشابه همین مناسک در یونان باستان می‌باشند. احتمالاً شاهی یونانی به نام مناندر یکم به کیش بوداییان وارد شده و در متون بودایی تحت نام «میلیندا» جاودانه شده‌است. فرایند یونانی‌سازی به حیطهٔ علم نیز تسری یافته بود؛ به گونه‌ای که نظریات اخترشناسی یونان به هند رسیده و اخترشناسی آنان را طی سده‌های نخستین میلادی عمیقاً متأثر نموده بود. به عنوان مثال ابزارهای اخترشناسی یونانی متعلق به قرن سوم قبل از میلاد در شهر یونانی-باختری آی‌خانم در افغانستان و امروزی پیدا شده‌است. این ابزارها مربوط به دورهٔ زمانی‌ای بوده‌اند که دیدگاه یونانیان مبنی بر کروی بودن زمین و احاطه شدن آن به وسیلهٔ سیارات کروی در هند مورد پذیرش قرار گرفت و نهایتاً جایگزین دیدگاه دیرینهٔ هندیان مبنی بر مسطح و دایره‌وار بودن زمین گشت.